# 耿丽娟
耿丽娟（1963年1月15日—），中国-加拿大乒乓球运动员。她曾获得四项世界冠军，是中国国家乒乓球队前成员。后来归化成为加拿大公民，并代表加拿大参加奥林匹克运动会、泛美运动会等赛事。